# Caraboctonus keyserlingi
Genre
Espèce
Caraboctonus keyserlingi, unique représentant du genre Caraboctonus, est une espèce de scorpions de la famille des Caraboctonidae.

## Distribution
Cette espèce se rencontre au Chili et au Pérou.

## Description

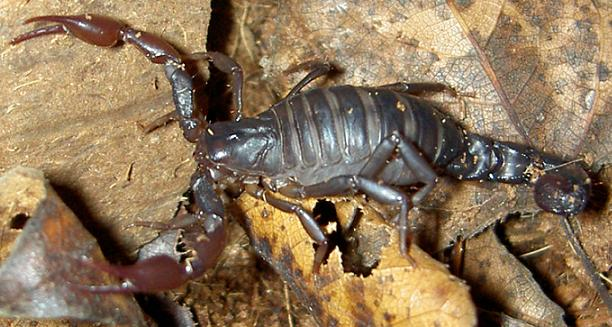
Caraboctonus keyserlingi

L'holotype mesure 55 mm.

## Étymologie
Cette espèce est nommée en l'honneur d'Eugen von Keyserling.

## Publication originale
- Pocock, 1893 : A contribution to the study of neotropical scorpions. Annals and Magazine of Natural History, sér. 6, vol. 12, no 68, p. 77-103 (texte intégral).